# Попречна фасција
Попречна фасција или трансверзална фасција (лат. fascia transversalis)  је фасцијална облога антеролатералног трбушног зида  која се налази између унутрашње површине попречног трбушног мишића и преперитонеалне фасције.  Директно се наставља са  илијачном фацијом (лат. fascia iliaca), унутрашњом сперматском фасцијом (лат. fascia spermatica interna) и карличном фасцијом (лат. fascia pelvis).

## Анатомија
У ингвиналној регији, попречна фасција је густа и њој се овде придружују влакна апонеурозе попречног трбушног мишића, док према дијафрагми  фасција постаје танка и стапаја се са фасцијом која покрива доњу површину дијафрагме. 
Попречна  фасциа се налази између попречног трбушног мишића и екстраперитонеалне масти и перитонеума. Спокена је са доњом површином дијафрагме на врху и тораколумбалном фасцијом позади.
Са доње стране, попречна фасција се спаја са илијачном и карличном фасцијом и причвршћује се за илијачне гребене на задњој ивици ингвиналног лигамента, између предње горње илијачне кичме и феморалне овојнице.  
Унутра од феморалних крвних судова фасција је танака и причвршћен за пубис и пектинеалну линију, иза ингвиналног фалкса, са којим је сједињена; потом се спушта испред феморалних крвних судова и формира предњи зид омотача бутне кости. 
Испод ингвиналног лигамента фасција је  ојачана траком влакнастог ткива, које је само лабаво повезано са лигаментом, а специјализовано је као илиопубични тракт. 

### Отвор
Семенска врпца код мушкараца и округли лигамент материце код жена пролазе кроз попречну фасцију и на дубоком ингвиналном прстену, улазу у ингвинални канал. Овај отвор није видљив споља. Код мушкараца, попречна фасција се протеже надоле као унутрашња сперматична фасција. 

## Функција
Попречна фасциа одваја трбушни зид од перитонеума. Покрива задњи део правог трбушног мишића испод лучне линије. Попрчна фасцијаа је такође важан део зида ингвиналног канала, кроз који пролази округли лигамент (код жена) и семевод (код мушкараца).

## Галерија
- Попречна фасција
- Дијаграм овојнице ректуса.
- Дијаграм попречног пресека кроз предњи трбушни зид, испод линеа семицирцуларис.